# Kvalspelet till Elitserien i handboll för herrar 2005/2006
Kvalspelet till Elitserien i handboll för herrar 2005/2006 bestod av två omgångar, ett "Semi off" och ett "Direkt off". I Semi off deltog vinnarna av båda vårserierna av Division 1 samt lag 3 och 4 från Allsvenskan. De två vinnarna gick vidare till Direkt off där de mötte lag 11 och 12 från Elitserien.
I Direkt off besegrade Önnereds HK elitserielaget IFK Tumba och flyttades upp, samtidigt som Djurgårdens IF besegrade allsvenska Lindeskolans IF och behöll sin plats. På grund av att GF Kroppskultur gick i konkurs och uteslöts ur Elitserien, fick Lindeskolan deras plats i den högsta serien 2005/2006.

## Kvalspelet

### Semi off
| Match                                 | Resultat |
| ------------------------------------- | -------- |
| Önnereds HK - Hästö IF (57–49)        |          |
| Önnered - Hästö                       | 32–26    |
| Hästö - Önnered                       | 23–25    |
| Mantorps IF - Lindeskolans IF (48–74) |          |
| Mantorp - Lindesberg                  | 23–40    |
| Lindesberg - Mantorp                  | 34–25    |

### Direkt off
| Match                                            | Resultat |
| ------------------------------------------------ | -------- |
| Djurgårdens IF - Lindeskolans IF (2–0 i matcher) |          |
| Djurgården - Lindeskolan                         | 36–34    |
| Lindeskolan - Djurgården                         | 33–34    |
| IFK Tumba - Önnereds HK (1–2 i matcher)          |          |
| Tumba - Önnered                                  | 32–24    |
| Önnered - Tumba                                  | 35–26    |
| Tumba - Önnered                                  | 24–29    |